# Julián Herranz Casado
Julián Herranz Casado (Baena, Córdoba, 31 de març de 1930) és un cardenal espanyol, President emèrit del Consell Pontifici per als Textos Legislatius. Pertany a la prelatura de l'Opus Dei.

## Biografia
És membre numerari de l'Opus Dei des del 1949. Rebé l'ordenació presbiteral el 7 d'agost de 1955; posteriorment es doctorà en dret canònic. Des del 1960 presta servei a la Cúria Pontifícia. Durant gairebé 30 anys va viure al costat de Josemaría Escrivá de Balaguer, fundador de l'Opus Dei.
Nomenat arquebisbe titular de Vertara el 15 de desembre de 1990, rebent la consagració episcopal el 6 de gener de 1991, de mans del Papa Joan Pau II.
El 1994 va ser nomenat President emèrit del Consell Pontifici per als Textos Legislatius. El 15 de febrer de 2007 el Papa Benet XVI acceptà la seva renúncia per motius d'edat. A més, és president de la Comissió Disciplinària de la Cúria Romana des de 1999.
Va ser elevat al Col·legi Cardenalici per Joan Pau II al consistori del 21 d'octubre de 2003, rebent el títol de Cardenal diaca de Sant'Eugenio.
Ha estat membre de la Congregació per als Bisbes, de la Congregació per a les Causes dels Sants, de la Congregació per a l'Evangelització dels Pobles, de la Congregació pel Culte Diví i la Disciplina dels Sagraments, del Consell Pontifici per als Laics, de la Pontifícia Comissió "Ecclesia Dei" i del Tribunal Suprem de la Signatura Apostòlica.
El 31 de març de 2010, en complir els 80 anys, va perdre el dret a ser cardenal elector en qualsevol conclave futur.
És considerat com un dels experts més importants del Codi de Dret Canònic. També se'l considera com una de les figures més importants del Vaticà durant el pontificat de Joan Pau II.
Va formar part de la comissió instituïda pel Papa Benet XVI amb l'objectiu d'examinar i valorar el fenomen de les aparicions marianes iniciades a Međugorje el 1981.
El cardenal Herranz és un dels cardenals que ha celebrat la missa tridentina després de la reforma litúrgica.
El 24 d'abril de 2012 va ser nomenat president de la comissió constituïda per Benet XVI per investigar la fuga de documents reservats del Vaticà, conjuntament amb els cardenals JozefTomko i Salvatore De Giorgi.
El 12 de juny de 2014 el Papa Francesc li concedí el títol presbiterial pro hac vice.
És membre de la Reial Acadèmia de Jurisprudència i Legislació.

## Obres
- Herranz Casado, Julián. Atajos del silencio.  Ediciones Rialp, 1995. ISBN 978-84-321-3067-0.

- Herranz Casado, Julián. La vía maestra del derecho: conferencia de inauguración del año judicial del Tribunal Metropolitano de Valencia y visita al IDIC, 28 de enero de 2003.  Siquem Ediciones, 2003. ISBN 978-84-95385-37-6.

- Herranz Casado, Julián. La libertad religiosa en nuestra sociedad.  Ediciones Palabra, 2006. ISBN 978-84-9840-009-0.

- Herranz Casado, Julián. En las afueras de Jericó: recuerdos de los años con San Josemaría y Juan Pablo II.  Ediciones Rialp, 2007. ISBN 978-84-321-3618-4.

- Herranz Casado, Julián. Dos Papas: mis recuerdos con Benedicto XVI y Francisco.  Ediciones Rialp, 2023. ISBN 978-84-321-6469-9.